# Maillon

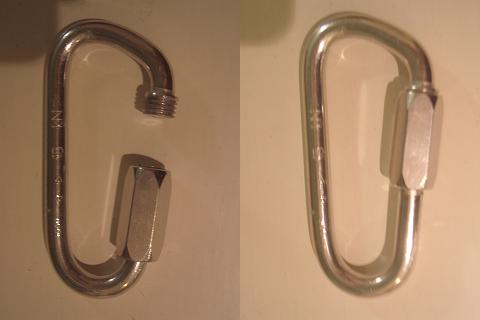
Maillon z otwartym i zamkniętym zamkiem

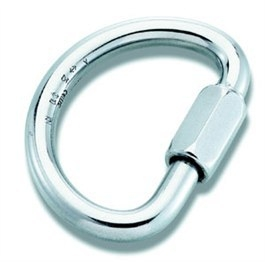
Maillon "D"

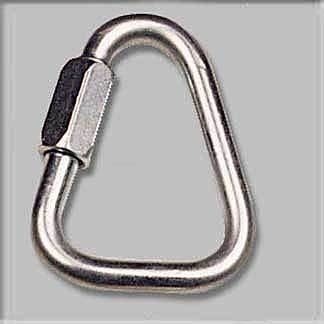
Maillon "Delta"

Maillon, maillon rapide lub łącznik – metalowy pierścień podobny do karabinka. W odróżnieniu od zamka w karabinkach, który otwiera się na zawiasie i jest zamykany sprężyną, maillon ma gwintowany zamek. Dzięki temu jest wytrzymalszy, lecz trudniejszy w użyciu. Podobnie jak karabinki, maillony występują w różnych kształtach i grubościach. Są bardziej wszechstronne od karabinków, gdyż ich rozmaite kształty i brak otwierającego się zamka pozwala na obciążanie ich w wielu kierunkach. Zamek posiada zacieśniający się gwint, pozwalający na zamknięcie na stałe przy użyciu klucza. Maillony wykonane są ze stali i są znacznie tańsze niż karabinki o podobnej wytrzymałości wykonane z aluminium.

## Użycie
Maillony są używane przez wspinaczy, grotołazów, ale także w przemyśle. Mogą służyć do łączenia ogniw łańcucha. W jaskiniach są one używane do ważnych połączeń, np. przy użyciu pojedynczych lin. We wspinaczce używane są do konstruowania stanowisk lub w sytuacjach awaryjnych, gdy trzeba je pozostawić w ścianie. Mogą być również używane jako łącznik uprzęży.

## Rodzaje
- "D" – nazywany tak ze względu na kształt przypominający literę D; stosowany w uprzężach jaskiniowych
- "Delta" – o kształcie trójkąta – greckiej litery Δ
- "oval" – o kształcie owalnym